# Hard science fiction
Hard science fiction, nebo hard SF je podžánr science fiction charakteristický svým zaměřením na vědeckou správnost a přesnost.
Termín hard SF byl poprvé použit Peterem Schuylerem Millerem v roce 1957. Původně se používal pro označení čisté science fiction ze zlatého věku science fiction, později se začal používat pro veškerou klasickou SF literaturu, která se opírá o poznatky tzv. tvrdých (hard) věd. Mezi tyto vědy se počítá: fyzika, astrofyzika, astronomie a podobné disciplíny. Nejtypičtějším příkladem hard SF je román Hala Clementa Těžká expedice. Později se definice rozšířila a jako hard SF se označuje sci-fi postavená na jakékoli přírodní vědě (např. díla Grega Beara používají znalosti z biologie).
Autoři hard science fiction se soustřeďují na popis nových technologií, fyzikálních a astronomických jevů a jejich případných dopadů na okolní svět. Tak mohou méně ortodoxní autoři použít například cestování nadsvětelnými rychlostmi a popsat, jak by vypadal svět, v němž by cesta mezi hvězdami trvala pouhé měsíce. Autoři se snaží o konzistentnost svého díla se soudobými vědeckými poznatky. Dokonce i v alternativním vesmíru s odlišnými přírodními zákony se autor tohoto žánru literatury bude snažit o věrohodnost takového vesmíru.

## Hard SF v médiích
Hard science fiction je převážně literární žánr, snad proto, že jen kniha je schopná zachytit komplexnost světa pro něj potřebnou. Situace se poněkud změnila na přelomu 20. a 21. století.
Jednou výjimkou je film 2001: Vesmírná odysea, na jehož scénáři se podílel Arthur C. Clarke, z jehož povídky Hlídka (Sentinel) film vychází.

### Televize
Mezi televizními seriály je příkladem seriálu snažícího se o relativně věrné zobrazení fyzikálních vlastností vesmíru Babylon 5 J. Michaela Straczynského. Následný seriál Crusade zacházel ve věrnosti dokonce tak daleko, že navázal spolupráci s JPL (Jet Propulsion Laboratory) NASA. Samozřejmě i tyto seriály obsahovaly prvky, které jsou se realitou neslučitelné, avšak běžný divák je očekává. Nejviditelnějšími jsou: zvuky ve vesmíru a viditelné laserové paprsky.

### Manga a anime
Masamune Shirow je umělec pracující v rámci žánru hard science fiction a mangy. Ve své práci často zkoumá dopady pokročilých technologií, zejména kybernetiky a informačních sítí. Zachází do velkých technických a vědeckých detailů a dokonce v mnoha poznámkách popisuje čtenářům technické podrobnosti a nabízí možné implementace fiktivních technologií. Tak občas vkládá do kreseb poznámky vysvětlující funkce dané zbraně nebo robota. Také vytvořil projekt Neurohard, což je svět ve stylu hard science fiction, který by měl být dál používaný jím i jinými autory.
V anime byli zpočátku obří váleční roboti zobrazováni jako gigantičtí superhrdinští kovoví obři stvoření supervědou hraničící s magií. Mobile Suit Gundam z nich udělal exempláře hi-tech vojenského hardware, které později získaly pozadí založené na robotice, hydraulice a zbrojních technologiích.

## Autoři literatury
- Poul Anderson
- Catherine Asaroová
- Isaac Asimov
- Iain M. Banks
- John Barnes
- Stephen Baxter
- Greg Bear
- Gregory Benford
- David Brin
- Arthur C. Clarke
- Hal Clement
- John Cramer
- Greg Egan
- Michael Flynn
- Robert Forward
- Robert A. Heinlein
- James P. Hogan
- Nancy Kress
- Geoffrey A. Landis
- Stanislaw Lem
- Larry Niven
- Paul Preuss
- Alastair Reynolds
- Kim Stanley Robinson
- Liou Cch’-sin
- Allen Steele
- John Varley
- Jules Verne
- Vernor Vinge
- Andy Weir